# Sandra Pires
Sandra Pires Tavares (ur. 16 czerwca 1973 w Rio de Janeiro) – brazylijska siatkarka plażowa. Dwukrotna medalistka olimpijska.
W 1996 w Atlancie została mistrzynią olimpijską w parze z Jackie Silvą. Był to debiut tej dyscypliny na igrzyskach olimpijskich. Były także mistrzyniami świata w 1997. W 2000 ponownie stanęła na podium, tym razem wspólnie z Adrianą Samuel. Brała udział w IO 2004. W 2000 roku niosła - jako pierwsza kobieta w historii – brazylijską flagę podczas ceremonii otwarcia. Z różnymi partnerkami zwyciężała w cyklu Swatch FIVB World Tour.